# Phalsbourg
Phalsbourg är en kommun i departementet Moselle i regionen Grand Est (tidigare regionen Lorraine) i nordöstra Frankrike. Kommunen ligger i kantonen Phalsbourg som tillhör arrondissementet Sarrebourg. År 2022 hade Phalsbourg 4 657 invånare.

## Befolkningsutveckling
Antalet invånare i kommunen Phalsbourg
| Referens: INSEE |